# جوانی دیوانگی (فیلم)
جوانی دیوانگی (به هندی: Jawani Diwani: A Youthful Joyride) فیلمی محصول سال ۲۰۰۶ و به کارگردانی مانیش شارما است. در این فیلم بازیگرانی همچون عمران هاشمی، سلینا جایتلی، هیریشتا بهات، ماهش مانجرکار، تیکو تالسانیا، شرلین چوپرا، مشتاق خان ایفای نقش کرده‌اند.